# Bureau des Nations unies pour les services d'appui aux projets
 (décembre 2015).
Si vous disposez d'ouvrages ou d'articles de référence ou si vous connaissez des sites web de qualité traitant du thème abordé ici, merci de compléter l'article en donnant les références utiles à sa vérifiabilité et en les liant à la section « Notes et références ».
Le Bureau des Nations unies pour les services d’appui aux projets (UNOPS) est un organe opérationnel des Nations unies soutenant la mise en œuvre des projets d’un large éventail de partenaires, notamment des entités onusiennes, des institutions financières internationales, des gouvernements et divers organismes humanitaires. Le siège de l’UNOPS est situé à la Cité de l’ONU à Copenhague, au Danemark, et l’organisation compte plus de 30 bureaux de pays et de partenariats partout dans le monde.
Pour le compte de ses partenaires, l’UNOPS met en œuvre des projets humanitaires, de consolidation de la paix et de développement d’une valeur totale de plus d’un milliard de dollars par année. L’organisation œuvre dans plus de 80 pays, et ses activités vont de la construction d’écoles en Afghanistan à la construction d’abris en Haïti, en passant par l’achat d’ambulances pour soutenir la lutte contre Ebola au Libéria.
L’UNOPS compte plus de 7 000 membres du personnel, et les projets que l’organisation met en œuvre créent des milliers de possibilités d’emploi au sein de communautés locales.
L’UNOPS est membre du Groupe des Nations unies pour le développement (en) et travaille en étroite collaboration avec le Programme des Nations unies pour le développement (PNUD), le Département des opérations de maintien de la paix (DOMP) et la Banque mondiale.

## Historique
L’UNOPS a été créé en 1973 et faisait alors partie du PNUD. L’organisation est devenue une entité indépendante et autofinancée en 1995. La vision de l’UNOPS consiste à « améliorer les pratiques de mise en œuvre durables dans les domaines humanitaire, du développement et de la consolidation de la paix », souvent dans des contextes parmi les plus difficiles au monde. L’organisation concentre ses activités dans les domaines où elle bénéficie d’une expertise et d’un mandat clair, à savoir la gestion de projets, les infrastructures et les achats.

## Financement
L’UNOPS est une organisation entièrement autofinancée qui recouvre les coûts directs et indirects de ses services en percevant de faibles honoraires pour chaque projet qu’elle soutient. La politique de tarification de l’UNOPS décrit comment l’organisation finance ses projets. L’UNOPS est une organisation à but non lucratif et respecte les plus hautes normes internationales en matière de responsabilité et de transparence pour l’ensemble de ses transactions.
En 2014, l’UNOPS a mis en œuvre plus de 1200 projets pour ses partenaires, pour une valeur totale de 1,2 milliard de dollars, parmi lesquels 57 pour cent ont été mis en œuvre pour le compte du système de l’ONU.

## Mission
La mission de l’UNOPS consiste à « aider les personnes démunies en renforçant la capacité des Nations unies, des gouvernements et de ses autres partenaires à mener leurs activités en matière de gestion de projets, d’infrastructures et d’achats de manière durable et efficace ».
Dans le cadre de l’initiative des Nations unies « Unis dans l’action », l’UNOPS coopère avec d’autres organisations de l’ONU en vue d’atteindre les objectifs du Millénaire pour le développement et continue de travailler à la réalisation des nouveaux Objectifs de développement durable. L’UNOPS propose des services de mise en œuvre permettant à ses partenaires de réduire les risques et d’augmenter la rapidité, la qualité et le rapport coût-efficacité de leurs projets, tout en leur permettant de se concentrer sur leurs mandats à caractère politique et sur leurs principaux domaines de compétences.

## Mandat
L’UNOPS est un fournisseur de services reconnu et possède plus de vingt années d’expérience dans la mise en œuvre de projets complexes à grande échelle, partout dans le monde. L’UNOPS travaille souvent dans des zones touchées par des catastrophes naturelles, dans des contextes de consolidation de la paix ainsi que dans des pays en développement et à économie en transition. En reconnaissance de l’expertise spécialisée de l’organisation, l’ancien Secrétaire général de l’ONU, Kofi Annan, a qualifié l’UNOPS d’entité principale des Nations unies pour l’exécution de projets d’infrastructures complexes en situation de consolidation de la paix.
En décembre 2010, l’Assemblée générale des Nations unies a réaffirmé le mandat de l’UNOPS en tant que ressource centrale au sein du système des Nations unies dans les domaines des achats, de la gestion des contrats, des travaux de génie civil et du développement d’infrastructures physiques, ainsi qu’en matière de renforcement des capacités. Lors de l’inauguration du siège de l’UNOPS à Copenhague en mai 2009, le Secrétaire général Ban Ki-moon a décrit l’UNOPS comme un membre du système des Nations unies jouant « un rôle essentiel dans la prestation de services de gestion pour nos opérations humanitaires, de consolidation de la paix et de développement […] engageant les pays sur la voie d’un avenir plus stable en les aidant à construire des routes, des écoles et des centres de santé, à éliminer les mines terrestres et à préparer des élections démocratiques, pour ne citer que quelques exemples ». 

## Services
L’UNOPS adapte ses services en fonction des besoins de ses partenaires. L’organisation peut fournir des services transactionnels ponctuels, mais également des services de gestion de projets de développement à long terme. L’UNOPS propose des services de mise en œuvre, des services de conseils et des services transactionnels dans ses trois principaux domaines d’expertise :
- les infrastructures,
- les achats ,
- la gestion de projets.

L’UNOPS fournit des services spécialisés à un large éventail de partenaires, notamment les Nations unies et ses agences, fonds et programmes, des institutions financières internationales, des gouvernements, des organisations intergouvernementales, des organisations non gouvernementales, des fondations et des organisations du secteur privé.
En 2014, l’UNOPS a notamment aidé ses partenaires à concevoir, construire, ou réhabiliter 4577 kilomètres de routes, 175 ponts, 30 écoles et 18 hôpitaux et cliniques. L’UNOPS a également acheté ou distribué pour plus de 669 millions de dollars de biens et services pour le compte de ses partenaires.

## Transparence et responsabilité
Le cadre de responsabilité de l’UNOPS souligne l’engagement de l’organisation à communiquer de façon claire et ouverte avec ses partenaires et autres parties prenantes. L’UNOPS tient ses partenaires informés en temps opportun au moyen de comptes rendus financiers et opérationnels accessibles grâce à un Centre de partenariat en ligne. Cette pratique s’inscrit dans le cadre de l’engagement de l’organisation envers une plus grande transparence, conformément à l’Initiative internationale pour la transparence de l’aide (IITA). En 2011, l’UNOPS est devenu signataire de l’initiative et a été « la première organisation à publier les données géocodées de la totalité de ses activités » dans le format de l’IITA. L’UNOPS publie également les détails des projets que l’organisation met en œuvre sur son site Internet public et sur la plateforme data.unops.org.
En 2008, l’UNOPS a adopté une nouvelle structure de gouvernance, conformément aux résolutions de l’Assemblée générale. Compte tenu de ces changements, le Directeur exécutif rend compte directement au Secrétaire général des Nations Unies et au Conseil d’administration, et a autorité pour appliquer au personnel de l’UNOPS le Règlement et Statut du personnel de l’Organisation des Nations Unies. Depuis 2009, le Directeur exécutif est habilité à signer des accords avec les pays hôtes et à signer des accords de services directs en consultation avec un coordonnateur résident ou coordonnateur de l’action humanitaire, en plus d’être habilité à nommer les représentants de pays de l’UNOPS.

## Qualité et excellence opérationnelle
Conformément au plan stratégique de l’UNOPS, l’organisation s’efforce d’obtenir la certification externe de ses principales unités de gestion, de ses processus et de son personnel afin que ses pratiques répondent aux plus hautes normes internationales. 
En juin 2011, l’UNOPS s’est vu attribuer la certification ISO 9001 pour ses systèmes de gestion de la qualité, lui permettant ainsi d’être le premier organisme des Nations unies à obtenir une telle certification. En 2013, l’UNOPS a reçu la certification ISO 14001 qui vient reconnaître l’engagement de l’organisation envers la protection de l’environnement, en plus de devenir la première organisation internationale à obtenir les quatre plus prestigieuses certifications en matière de gestion de projets. 
L’UNOPS a également été la première entité de l’ONU à avoir obtenu la certification du Chartered Institute of Purchasing and Supply en matière de politiques et de processus d’approvisionnement. La certification démontre que l’UNOPS possède des politiques, processus et procédures de qualité en matière d’achats, qui ont été vérifiés et contrôlés par un organisme indépendant.